# Kulunda
Kulunda (rusky Кулунда) je řeka v Altajském kraji v Rusku. Je dlouhá 412 km. Plocha povodí měří 12 400 km².

## Průběh toku
Pramení na Přiobské planině a teče Kulundskou stepí. Ústí do bezodtokého Kulundského jezera.

## Vodní režim
Zdrojem vody jsou převážně sněhové srážky. Průměrný roční průtok vody v blízkosti ústí činí 5,1 m³/s, maximální 336 m³/s a minimální 0,036 m³/s. V některých letech řeka promrzá až do dna na 45 až 100 dní.

## Využití
Na řece leží město Bajevo.